# Piramida Neferirkare I

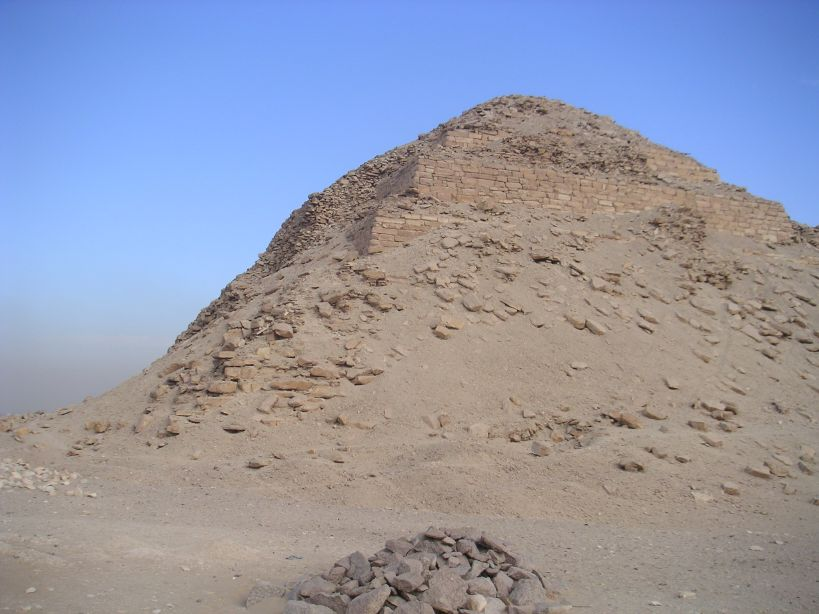
Piramida Neferirkarego I

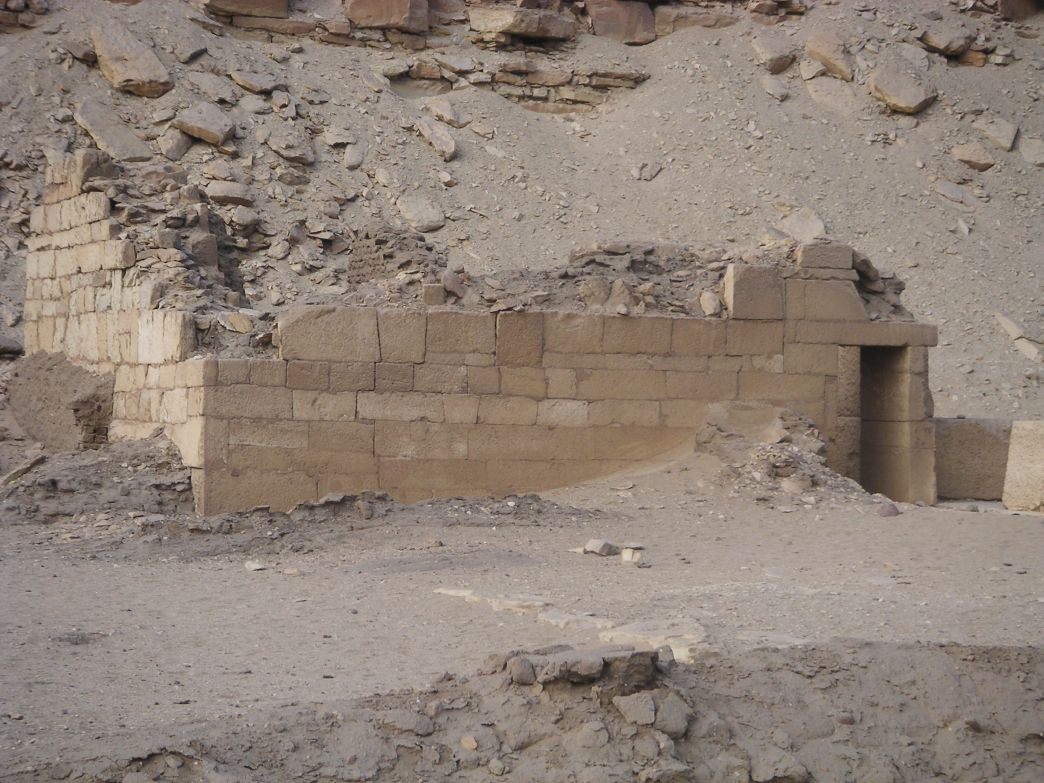
Pozostałości kaplicy kultowej przy świątyni grobowej w kompleksie grobowym Neferirkarego I

Piramida Neferirkare I – piramida zbudowana przez władcę starożytnego Egiptu z V dynastii, Neferirkare I, na nekropolii w Abusir. Posiadała nazwę:
|             |     |          |
| \| \| \| \| |     |          |
|             |     |          |
| N5          | F35 | D4 · D28 |

| N5 | F35 | D4 · D28 |

|             |     |          |
| \| \| \| \| |     |          |
|             |     |          |
| N5          | F35 | D4 · D28 |

| N5 | F35 | D4 · D28 |

| G29 | O24 |

Ba-Neferirkare – Neferirkare stał się Ba („Dusza Ba Neferirkare”)

## Konstrukcja

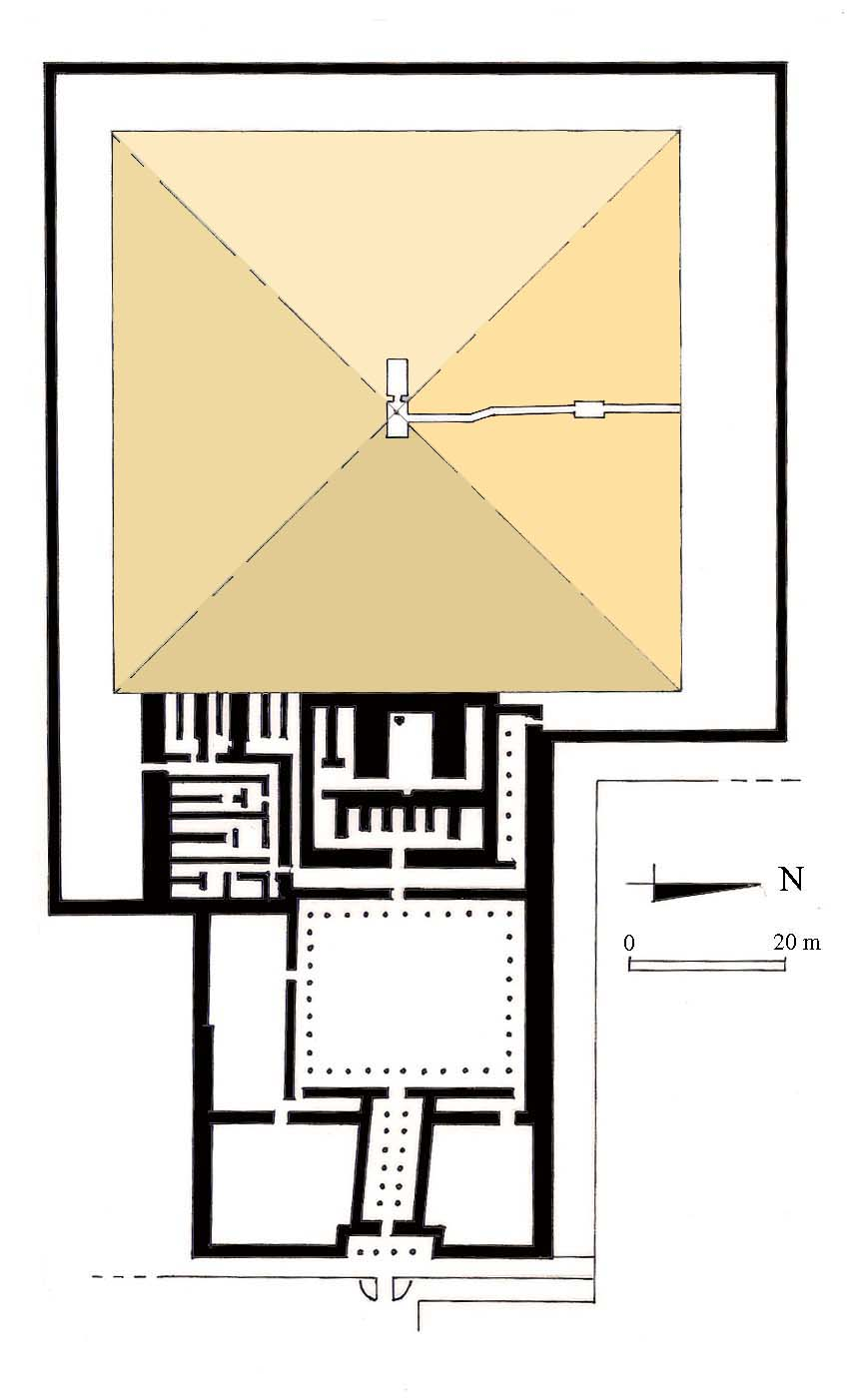
Plan kompleksu grobowego Neferirkarego I

Piramida została początkowo zaplanowana i wybudowana jako piramida schodkowa o 6 stopniach, o długości boku 72 m i wysokości 52 m. Następnie ją powiększono i nadano jej kształt klasycznej piramidy o kształcie ostrosłupa, której długość boku wynosiła 104 m, a wysokość – 72 m. Od wejścia w północnej ścianie piramidy zaczynał się korytarz z dwuspadowym stropem, prowadzący do komory grobowej, w której w momencie odkrycia nie było już sarkofagu.
Zarówno piramida, jak i cały kompleks grobowy nie zostały nigdy wykończone. Piramidę obłożono okładziną zewnętrzną tylko w jej dolnych warstwach. Ze świątyni grobowej wybudowana została jedynie kamienna część zachodnia, służąca bezpośrednio kultowi zmarłego władcy, oraz ceglana część wschodnia, obejmująca przejście z rampy do dziedzińca, na którym stały drewniane kolumny i ołtarz. Wybudowano także aleję procesyjną, ale bez korytarza. W świątyni górnej zaawansowane były prace nad konstrukcją pięciu nisz na posągi i nad sanktuarium. Świątynia dolna nie została nigdy wybudowana, przed śmiercią władcy zdążono położyć tylko fundamenty.

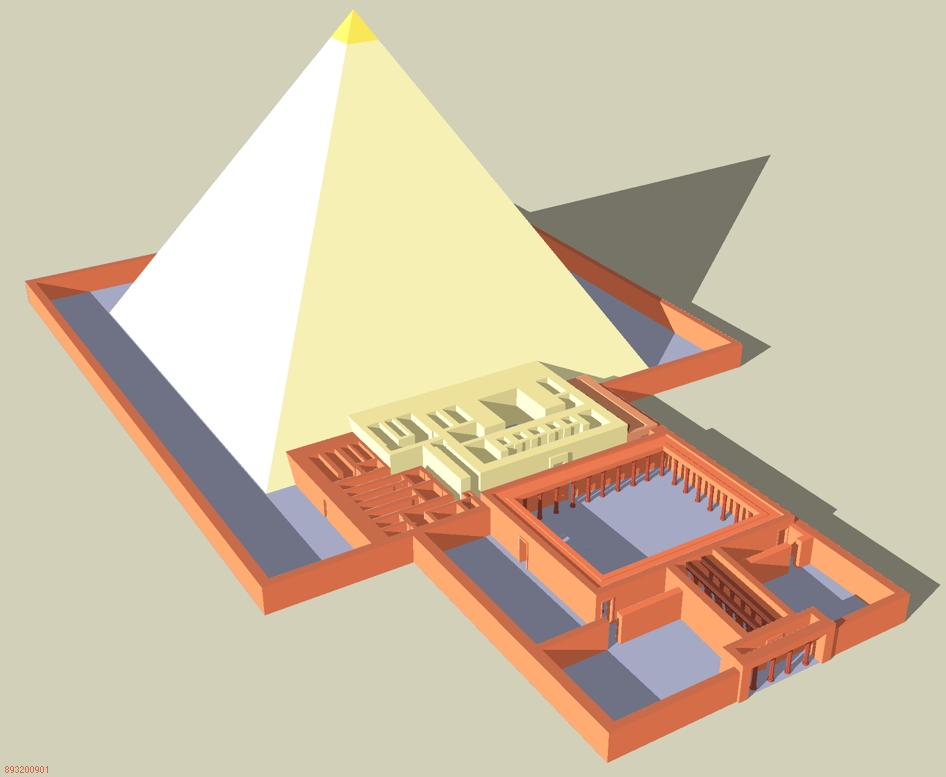
Rekonstrukcja kompleksu grobowego

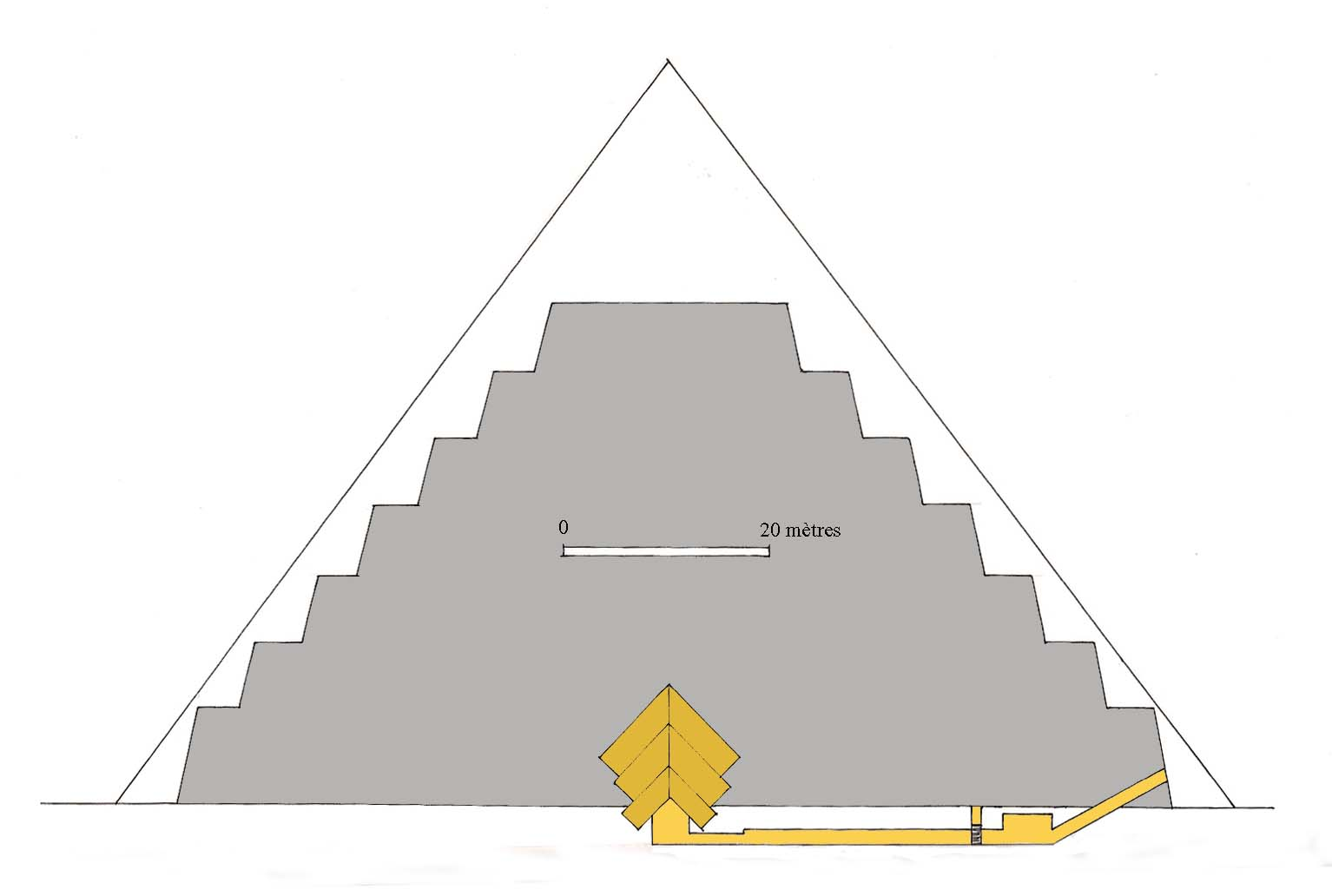
Przekrój przez piramidę Neferirkarego

Przy świątyni grobowej znajdowała się osada personelu świątynnego, w której znaleziono w l. 1893 – 1907 zespół papirusów z okresu panowania Izezi i Pepiego II. Stanowił on największe znane archiwum z czasów Starego Państwa do 1982 r., kiedy to czescy archeolodzy odkryli jeszcze bogatsze w magazynie świątyni grobowej Neferefre. Dokumenty z zespołów Neferirkare I, Chentkaus II i Neferefre stanowią obecnie główne źródło wiedzy o gospodarce świątynnej okresu Starego Państwa.
Obecnie cały kompleks grobowy Neferirkare jest bardzo zniszczony.